# Christina Otzen
Christina Otzen (ur. 4 października 1975) – duńska żeglarka sportowa. Brązowa medalistka olimpijska z Aten.
Zawody w 2004 były jej jedynymi igrzyskami olimpijskimi. Startowała w klasie Yngling i zajęła trzecie miejsce. Wspólnie z nią płynęły Dorte Jensen i Helle Jespersen. W tej klasie była złotą medalistką mistrzostw świata w 2004.